# André Kabanda Kana
André Kabanda Kana (26 septembre 1953) est un homme politique de la République démocratique du Congo et ministre près le président de la République dans le gouvernement Ilunga,.

## Biographie
André Kabanda Kana est né le 26 septembre 1953. Il est à la fois docteur en médecine et docteur en sciences biomédicales. Il détient également un diplôme d'études spéciales en droits de l'homme, il a travaillé, comme Néphrologue, en Belgique, à la clinique Édith Cavell, à la clinique DELTA et à l'Hôpital de Brainel'Alleud (CHIREC), où il a occupé le poste de Chef de Département de  Néphrologie-Dialyse et Transplantation rénale.
André Kabanda est également un auteur et a publié deux ouvrages et plusieurs articles sur la politique de la République Démocratique du Congo : 
1. Étienne Tshisekedi et son combat pour un État de droit au Congo-Kinshasa[5] ;
2. L'interminable crise du Congo-Kinshasa : Origines et Conséquences[3].